# Coccotrema citrinescens
Coccotrema citrinescens är en lavart som beskrevs av P. James & Coppins. Coccotrema citrinescens ingår i släktet Coccotrema och familjen Coccotremataceae.   Inga underarter finns listade i Catalogue of Life.